# 대한민국 제22대 국회의원 선거 녹색정의당 후보 목록
다음은 대한민국 제22대 국회의원 선거에 출마하는 녹색정의당의 후보 목록이다. 녹색정의당은 이번 선거를 앞두고 지역구 후보 17명과 비례대표 후보 14명을 공천했다.

## 지역구
| 선거구             | 후보   | 경력                                   |
| ------------------ | ------ | -------------------------------------- |
| 서울 도봉구 갑     | 윤오   | 녹색정의당 도봉구 지역위원회 위원장    |
| 서울 은평구 을     | 김종민 | 제5대 정의당 부대표                    |
| 서울 마포구 갑     | 김혜미 | 녹색당 부대표                          |
| 서울 마포구 을     | 장혜영 | 제21대 국회의원                        |
| 부산 중구·영도구   | 김영진 | 녹색정의당 부산광역시당위원장          |
| 대구 수성구 갑     | 김성년 | 제6·7·8대 수성구의회 의원              |
| 인천 부평구 을     | 김응호 | 제6대 정의당 부대표                    |
| 광주 서구 을       | 강은미 | 제21대 국회의원                        |
| 광주 광산구 을     | 김용재 | 선순환경제연구소 소장                  |
| 경기 고양시 갑     | 심상정 | 제17·19·20·21대 국회의원               |
| 충북 청주시 상당구 | 송상호 | 충북기후위기비상행동 공동대표          |
| 충남 천안시 병     | 한정애 | 녹색정의당 충청남도당위원장            |
| 전북 전주시 병     | 한병옥 | 녹색정의당 전북특별자치도당위원장      |
| 전남 목포시        | 박명기 | 녹색정의당 전라남도당위원장            |
| 경북 경산시        | 엄정애 | 제6·7·8대 경산시의회 의원              |
| 경남 창원시 성산구 | 여영국 | 제20대 국회의원                        |
| 제주 제주시 을     | 강순아 | 녹색정의당 제주시 을 지역위원회 위원장 |

## 비례대표
| 순번 | 성명     | 경력                                      |
| ---- | -------- | ----------------------------------------- |
| 1    | 나순자   | 전국보건의료산업노동조합 제5·8·9대 위원장 |
| 2    | 허승규   | 녹색당 부대표                             |
| 3    | 이보라미 | 제11대 전라남도의회 의원                  |
| 4    | 권영국   | 정의당 노동인권안전특별위원회 위원장      |
| 5    | 김옥임   | 녹색정의당 제주특별자치도당위원장         |
| 6    | 김준우   | 녹색정의당 상임대표                       |
| 7    | 문정은   | 녹색정의당 광주광역시당위원장             |
| 8    | 조천호   | 초대 국립기상과학원 원장                  |
| 9    | 신현자   | 녹색정의당 경기도당위원장                 |
| 10   | 정미정   | 음성장애인자립생활센터장                  |
| 11   | 정유현   | 녹색당 전국사무처장                       |
| 12   | 이효성   | 녹색정의당 강원도당 사무처장              |
| 13   | 김민정   | 녹색정의당 경기도당 부위원장              |
| 14   | 팽명도   | 녹색정의당 장애인위원회 위원장            |

## 같이 보기
- 대한민국 제22대 국회의원 선거